# Taverniera echinata
Taverniera echinata là một loài thực vật có hoa trong họ Đậu. Loài này được Mozaff. miêu tả khoa học đầu tiên.